# モハマド・サフィク・ラヒム
モハマド・サフィク・ビン・ラヒム（マレー語: Mohammad Safiq bin Rahim、1987年7月5日 - ）は、マレーシアのサッカー選手。マレーシア代表主将。ポジションはMF。現在、ジョホール・ダルル・タクジムFCに所属しており、ここでも主将を務めていた。
マレーシア代表として50試合以上の出場経験がある他、2014 AFFスズキカップの得点王に輝いた選手である。また、AFCカップ2015の最優秀選手にも輝いた。

## クラブ歴

### セランゴールFA
ブキット・ジャリル体育学校出身で、セランゴールFAのプレジデンツカップチームに参加。ここでは主将を務め、トップチームに昇格したものの、ダラー・サラー監督の下では起用が少なく活躍出来なかった。

### PLUS FC
出場機会を求め2009年にPLUS FCに移籍。ノルハフィズ・ザマニ・ミスバーが主将を務める中、副主将として活躍したが1シーズンで退団した。

### セランゴールFAへの復帰
2010年に再びセランゴールFAに加入。2011年始にはモハマド・アムリ・ヤヒアがシーズンの半分を棒に振る負傷をしたため主将となった。この年セランゴールFAはマレーシア・スーパーリーグとスルタン・ハジ・アフメド・シャー・カップを制した。
2011年6月30日にはインドネシアのプルシブ・バンドンが2011-12シーズンの契約を彼に打診した事が発表されたが、彼は移籍しなかった。
2011年8月、マレーシアカップの後に彼はウェールズのカーディフ・シティFCのオーナー、陳志遠から3週間のトライアルの要請があり、2011年11月24日から12月11日にかけて彼はこれに参加した。このトライアルには同じくマレーシアからサフィー・サリも呼ばれていた。

### ジョホール・ダルル・タクジムFC
2013シーズンにはジョホール・ダルル・タクジムFCに移籍。開幕戦のパハンFA戦で初出場、初得点を達成した。2015年にはクラブの主将に任命され、AFCカップ2015に出場、FCイスティクロルに勝利し、同杯初優勝をマレーシアに齎した。

## 代表歴
2005年からマレーシア代表に招集されていたが、初出場は2007 東南アジアサッカー選手権のミャンマー代表戦であった。それ以降はU-23代表での出場があるに止まったが、2009年7月12日に行われた非公式の親善試合であるジンバブエ代表戦で初得点した。
マレーシアが初優勝した2010 AFFスズキカップの際にも彼は代表の一員であった。2011年7月13日と16日にはマレーシアリーグXIとしてアーセナルFC、リヴァプールFCと戦ったものの前者は0-4で完敗、後者は0-1の状態でフリーキックから彼が得点したものの結果は3-6で敗北した。フリーキックからの得点では6月8日と12日にシンガポール代表から得点したばかりであった。それ以外にも香港代表からもフリーキックで得点している他、2012 AFFスズキカップの開幕戦となった2012年11月28日のラオス代表戦でもフリーキックから得点をしている。
2014 AFFスズキカップの際も代表に選ばれ、第2試合のタイ代表戦で得点したもののこの試合は敗れた。グループステージ最終戦のシンガポール代表戦では最も多くボールに触れ、またパスした選手となった。この試合に勝利しなければシンガポール代表に敗れてグループステージ敗北となるマレーシア代表は後半アディショナルタイム、90+3分にペナルティーキックを獲得、敵地の嘲りが谺する中で、彼は得点を決め、マレーシア代表の勝利に大きく貢献した（この2分後にはインドラ・プトラ・マハユディンが更に1点を決めている）。準決勝に進出したマレーシア代表は準決勝第1試合でベトナム代表からペナルティーキックを獲得、これもゴールネットを揺らさせたがマレーシア代表はこの試合に1-2で敗れた。第2試合でも前半4分にペナルティーキックを獲得しこれをゴールに収めるとこの試合を2-4で勝利し、決勝に駒を進めた。決勝第2試合でタイ代表からもペナルティーキックを7分に獲得し得点したものの、2戦合計で4-3と僅かに及ばず準優勝の結果になった。彼自身はこの大会で6得点を獲得し、東南アジアサッカー選手権史上初めてミッドフィールダーの得点王に輝いた。

## 個人
彼はプロボウラーのザンドラ・アジエラと結婚している。

## 個人成績
代表での得点一覧
| #   | 日附           | 場所                                               | 対戦相手             | 得点 | 結果 | 大会                                   |
| --- | -------------- | -------------------------------------------------- | -------------------- | ---- | ---- | -------------------------------------- |
| 1.  | 2011年2月9日   | シャー・アラム・シャー・アラム・スタジアム         | 香港                 |      | 2-0  | 親善試合                               |
| 2.  | 2011年6月29日  | クアラルンプール・ブキット・ジャリル国立競技場     | チャイニーズタイペイ | 1-0  | 2-1  | 2014 FIFAワールドカップ・アジア1次予選 |
| 3.  | 2011年7月3日   | 台北市台北陸上競技場                               | チャイニーズタイペイ | 1-2  | 3-2  | 2014 FIFAワールドカップ・アジア1次予選 |
| 4.  | 2011年11月13日 | グワーハーティー・インディラ・ガンディー陸上競技場 | インド               |      | 1-1  | 親善試合                               |
| 5.  | 2012年6月8日   | シンガポール ジャラン・ベサール・スタジアム        | シンガポール         |      | 2-2  | 親善試合                               |
| 6.  | 2012年6月12日  | シャー・アラム・シャー・アラム・スタジアム         | シンガポール         |      | 2-0  | 親善試合                               |
| 7.  | 2012年10月16日 | 香港 旺角大球場                                    | 香港                 |      | 3-0  | 親善試合                               |
| 8.  | 2012年11月28日 | クアラルンプール・ブキット・ジャリル国立競技場     | ラオス               | 1-0  | 4-1  | 2012 AFFスズキカップ                   |
| 9.  | 2014年11月26日 | シンガポール ジャラン・ベサール・スタジアム        | タイ                 | 2-1  | 2-3  | 2014 AFFスズキカップ                   |
| 10. | 2014年11月29日 | シンガポール カラン・スタジアム                    | シンガポール         | 0-1  | 1-3  | 2014 AFFスズキカップ                   |
| 11. | 2014年12月7日  | シャー・アラム・シャー・アラム・スタジアム         | ベトナム             | 1-0  | 1-2  | 2014 AFFスズキカップ                   |
| 12. | 2014年12月11日 | ハノイ・ミーディン国立競技場                       | ベトナム             | 0-1  | 2-4  | 2014 AFFスズキカップ                   |
| 13. | 2014年12月20日 | クアラルンプール・ブキット・ジャリル国立競技場     | タイ                 | 1-0  | 3-2  | 2014 AFFスズキカップ                   |
| 14. | 2014年12月20日 | クアラルンプール・ブキット・ジャリル国立競技場     | タイ                 | 3-0  | 3-2  | 2014 AFFスズキカップ                   |
| 15. | 2015年9月3日   | シャー・アラム・シャー・アラム・スタジアム         | サウジアラビア       | 1-0  | 0-3  | 2018 FIFAワールドカップ・アジア2次予選 |

1. ↑  マレーシア対サウジアラビアは、87分を経過したところで観客がピッチ内に物を投げ込んだため、試合は中断し延期となった（中断時点ではサウジアラビアが2-1でリードしていた）[8]。2015年10月5日にFIFAは、この試合を0-3でマレーシアの敗戦とした[9]。

## タイトル

### クラブ
セランゴールFA
- スルタン・ハジ・アフメド・シャー・カップ: 2010
- マレーシア・スーパーリーグ: 2010

ジョホール・ダルル・タクジムFC
- マレーシア・スーパーリーグ: 2014, 2015
- スルタン・ハジ・アフメド・シャー・カップ: 2015, 2016
- AFCカップ: 2015

### 代表
マレーシア
- 東南アジア競技大会: 2009
- 東南アジアサッカー選手権: 2010

準優勝: 2014

### 個人
- マレーシアサッカー協会最優秀ミッドフィールダー: 2011, 2012, 2015
- マレーシアサッカー協会年間最優秀選手: 2015
- 東南アジアサッカー選手権ベストイレブン: 2012
- 東南アジアサッカー選手権得点王: 2014
- マレーシアカップ決勝戦最優秀選手: 2014
- AFCカップ最優秀選手: 2015[10]